# 阿波羅兔脂鯉
阿波羅兔脂鯉，為輻鰭魚綱脂鯉目脂鯉亞目上口脂鯉科的其中一個種，分布於南美洲蘇利南Coppename、Corantijn、蘇利南河等流域，體長可達13.4公分，棲息在植被生長茂密的水域，生活習性不明。